# Estado colchón
Estado colchón, Estado tapón o Estado amortiguador son términos geopolíticos para designar un país que se encuentra entre dos grandes potencias rivales o previsiblemente hostiles, y que, por su propia existencia, se cree que puede prevenir el conflicto entre ellas. Un estado colchón es a veces un área mutuamente acordada que se encuentra entre dos potencias mayores, que está desmilitarizada en el sentido de no albergar a las fuerzas armadas de ninguna de las potencias (aunque normalmente tendrá sus propias fuerzas militares). La invasión de un estado de amortiguación por parte de una de las potencias que lo rodean a menudo dará como resultado una guerra entre las potencias.
Las investigaciones muestran que los estados colchón tienen muchas más probabilidades de ser conquistados y ocupados que los estados que no lo son. Esto se debe a que «los estados que las grandes potencias tienen interés en preservar —los estados colchón— están de hecho en un grupo de alto riesgo de muerte. Las grandes potencias regionales o que rodean a los estados amortiguadores enfrentan un imperativo estratégico para hacerse cargo de los estados amortiguadores: si estos poderes fallan para actuar en contra del amortiguador, temen que su oponente se haga cargo de él en su lugar. Por el contrario, estas preocupaciones no se aplican a los estados no amortiguadores, donde los poderes no enfrentan competencia por influencia o control».
Los estados colchón, cuando son auténticamente independiente, suelen perseguir una política exterior neutralista, que los distingue de los estados satélite. El concepto de estados colchón es parte de una teoría del equilibrio de poder que entró en el pensamiento estratégico y diplomático europeo en el siglo XVIII.

## Ejemplos

### América
- Acre: estado creado a partir de territorio reclamado por Bolivia, el Acre fungió como defensor de los intereses brasileños en contraposición de las reclamaciones de Perú, llegando a realizarse enfrentamientos indirectos hasta la anexión oficial a Brasil en 1903.[3]
- Bolivia: estado creado por la Gran Colombia para mediar entre Argentina y Perú en el siglo XIX ante la cuestión por el Alto Perú.[4]
- Uruguay: como un amortiguador desmilitarizado entre Argentina y el Imperio de Brasil durante el período inicial de independencia en América del Sur.[5][6]
- Paraguay: después del final de la guerra de la Triple Alianza en 1870, se mantiene como un amortiguador que separa a Argentina y Brasil.[7]
- Georgia: una colonia establecida por Gran Bretaña en 1732 como un amortiguador entre sus otras colonias a lo largo de la costa atlántica de América del Norte y la Florida española.[8]

### Asia
- Múltiples estados tapón que desempeñaron un papel importante durante las guerras romano-sasánidas (66 a. C. - 628 d. C.).
  -  Armenia: fue un amortiguador frecuentemente disputado entre el Imperio romano (así como el posterior Imperio bizantino) y los diversos estados persas y musulmanes.
- Corea del Norte: durante y después de la Guerra Fría, vista por algunos analistas como un estado amortiguador entre las fuerzas militares de China y las fuerzas estadounidenses en Corea del Sur, Japón y la flota estadounidense en Taiwán.[9]
- Manchuria: fue un estado amortiguador projaponés entre el Imperio de Japón, la Unión Soviética y la República de China durante la Segunda Guerra Mundial.
- Siam: cuyo rey tuvo que renunciar a la hegemonía de su país sobre Laos y Camboya y otorgar concesiones comerciales a Francia, pero logró mantener la independencia como estado amortiguador entre el Raj británico, la Malasia británica y la Indochina francesa.[10][11]
- Corea: actuó como una zona colchón entre la creciente superpotencia, el Imperio de Japón y el vecino del norte del continente, el Imperio ruso.
- República del Extremo Oriente: fue un estado formalmente independiente creado para actuar como un amortiguador entre la Rusia bolchevique y el Imperio de Japón.[12][13]
- Afganistán: fue un estado amortiguador entre el Imperio británico (que gobernó gran parte del sur de Asia) y el Imperio ruso (que gobernó gran parte de Asia Central) durante los conflictos anglo-rusos en Asia durante el siglo XIX, y el corredor de Waján extendió más tarde el amortiguador hacia el este hasta la frontera con China.[14]
- Reino de Nepal,  Bután y  Sikkim: naciones del Himalaya que eran estados tapón entre el Imperio Británico y China, más tarde entre China y la India, que en 1962 libraron la guerra sino-india en lugares donde estas dos potencias regionales limitaban entre sí.[15][16]
- Mongolia: actuó como un amortiguador entre la Unión Soviética y China hasta 1991 y actualmente sirve como un amortiguador entre Rusia y China.[17]
- Líbano: es un estado tapón entre Israel y Siria.
- Jordania, entre Israel, Irak y Arabia Saudita.
- Irak, entre Irán, Arabia Saudita y Turquía.
- Reino gasánida, entre los territorios árabes y el Imperio bizantino
- Al-Hira, entre los territorios árabes y el Imperio persa

### África
- Marruecos: sirvió como estado amortiguador entre el Imperio otomano, España y Portugal en el siglo XVI.[18]

### Europa
- Reino Unido de los Países Bajos: integrado por la actual Bélgica y los Países Bajos y creado por el Congreso de Viena en 1815 para mantener la paz entre Francia, Prusia y el Reino Unido. Este estado existió durante 15 años hasta la revolución belga.
- Renania sirvió como una zona colchón desmilitarizada entre Francia y Alemania durante los años de entreguerras de la década de 1920 y principios de la de 1930. Hubo los primeros intentos franceses de crear la República Renana.[19]
- República Socialista Soviética Bielorrusa: se fundó como un estado amortiguador entre la Rusia soviética y las potencias europeas.[20]
- El Kanato de Qasim, entre Moscovia y el Kanato de Kazán.[21]
- Austria actuó como estado tapón entre Alemania e Italia después de la Primera Guerra Mundial hasta 1938; posteriormente entre los países de la OTAN y los del Pacto de Varsovia durante la Guerra Fría.
- Polonia y otros estados: entre la Alemania nazi y la Unión Soviética a veces se han descrito como estados tapón, con referencia tanto a cuando eran estados no comunistas antes de la Segunda Guerra Mundial como a cuando eran estados comunistas después de esta.[22][23]
- Yugoslavia: actuó como un estado amortiguador entre la OTAN y los países del Pacto de Varsovia después de la ruptura Tito-Stalin en 1948 durante la Guerra Fría.
- Ucrania: ha sido descrita por expertos como John Mearsheimer y Stephen Walt como un estado amortiguador entre Rusia y los países de la OTAN,[24][25] al menos hasta el derrocamiento del expresidente Viktor Yanukovich en febrero de 2014.[24]
- Suiza: se convirtió en un estado colchón entre Francia, Alemania, Austria e Italia.
- Finlandia, entre el Imperio sueco y el Imperio ruso.
- Chipre fue instaurado como estado independiente a manera de prevenir una posible disputa de la isla entre Grecia y Turquía.
- Austria, Suecia y Finlandia entre los países de la OTAN y los del Pacto de Varsovia durante la Guerra Fría.
- Transilvania, entre el Imperio otomano y el Imperio austríaco.
- Bélgica hasta la Segunda Guerra Mundial entre Francia y Alemania.
- Marca Hispánica, entre al-Ándalus y el Imperio carolingio.

### Oceanía
- Las Nuevas Hébridas sirvieron como amortiguador entre el Reino Unido y Francia en Oceanía durante el período del Nuevo imperialismo.
- Papúa Nueva Guinea sirvió como estado tapón entre Indonesia, las Islas Salomón y Vanuatu. Indonesia acusó tanto a las Islas Salomón como a Vanuatu de apoyar al Movimiento Papúa Libre durante el conflicto de Papúa.